# Agiton idioptila
Agiton idioptila är en fjärilsart som beskrevs av Turner 1926. Agiton idioptila ingår i släktet Agiton och familjen skärmmalar. Inga underarter finns listade i Catalogue of Life.